# زمین‌گستر
زمین‌گستر (نام علمی: Spergularia media) نام یک گونه از سردهٔ زمین‌گستر است.